# پدرو سی
پدرو سی (انگلیسی: Pedro Cea؛ ۱ سپتامبر ۱۹۰۰ – ۱۸ سپتامبر ۱۹۷۰) بازیکن فوتبال اهل اروگوئه بود.
او همچنین در تیم ملی فوتبال اروگوئه بازی کرده‌است.